# Вишенька (Гомельская область)
Вишенька (бел. Вішанька) — деревня в Городецком сельсовете Рогачёвского района Гомельской области Белоруссии.

## География
В 25 км на юго-восток от районного центра и железнодорожной станции Рогачёв (на линии Могилёв — Жлобин), в 104 км от Гомеля.
На реке Ржавка (приток реки Днепр).
На севере граничит с лесом.

## История
Обнаруженные археологами 6 курганов XI — XII веков и стоянка гренской культуры свидетельствуют о заселении этих мест с давних времён. По письменным источникам известна с XIX века как селение в Городецкой волости Рогачёвского уезда Могилёвской губернии. По ревизии 1858 года владение помещика Сеножицкого, который в 1872 году владел здесь 998 десятинами земли, водяной мельницей и сукновальней. Во 2-й половине XIX века (не позже 1884 года) начали действовать школа грамоты и хлебозапасный магазин. Согласно переписи 1897 года действовала ветряная мельница. С 1907 года работало народное училище (20 учеников). В 1909 году 454 десятин земли, в фольварке 7733 десятины земли.
С 20 августа 1924 года до 16 июля 1954 года центр Вишенского сельсовета. В 1930 году организован колхоз. Во время Великой Отечественной войны в декабре 1943 года оккупанты сожгли 20 дворов. В боях за деревню и окрестности погибли 63 советских солдата (похоронены в братской могиле в центре деревни). 32 жителя погибли на фронте. Согласно переписи 1959 года в составе колхоза «Дружба» (центр — деревня Высокое.

## Население
- 1858 год — 19 дворов, 140 жителей.
- 1897 год — 43 двора, 302 жителя (согласно переписи).
- 1909 год — 46 дворов 389 жителей; в фольварке — 13 жителей.
- 1925 год — 76 дворов.
- 1959 год — 298 жителей (согласно переписи).
- 2004 год — 37 хозяйств, 74 жителя.

## Транспортная сеть
Транспортные связи по просёлочной, затем автомобильной дороге Столпня — Гадиловичи. Планировка состоит из изогнутой широтной улицы, застроенной двусторонне деревянными усадьбами.